# Ciclone del Bangladesh del 1991
Il ciclone del Bangladesh del 1991 (designazione IMD: BOB 01, designazione JTWC: 02B) fu uno dei cicloni tropicali più micidiali. Nella notte del 29 aprile 1991 un violento ciclone tropicale colpì il distretto di Chittagong nel Bangladesh sudorientale con venti intorno ai 250 km/h. Il ciclone provocò un'onda di tempesta di 6 m su una vasta area, uccidendo almeno 138 000 persone e lasciandone senza tetto almeno 10 milioni.
In alcune parti del mondo, questo ciclone è stato chiamato anche Gorky o Marian.

## Storia meteorologica

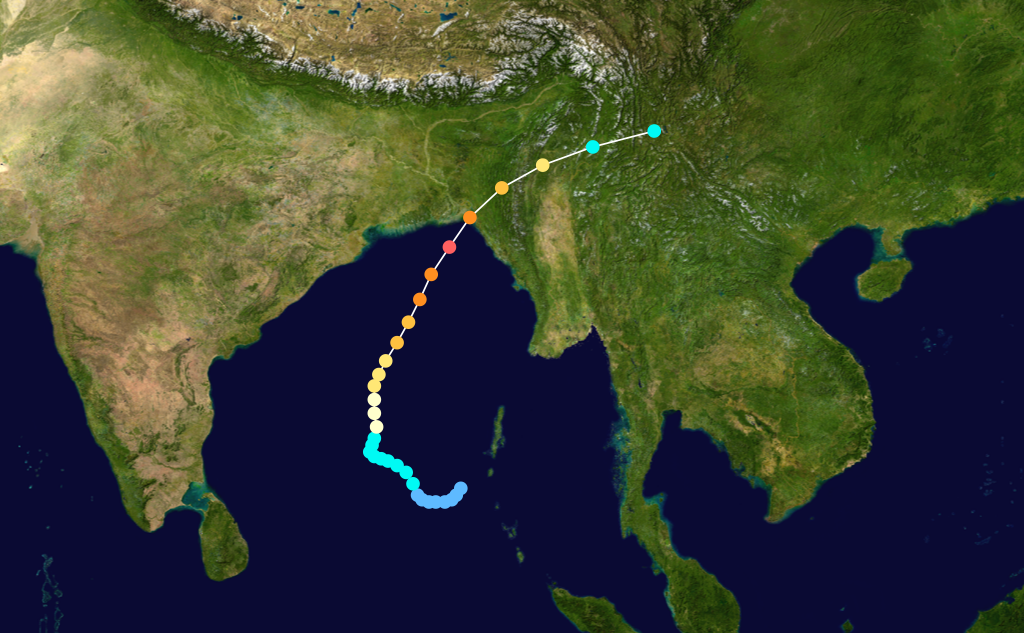
Mappa che traccia percorso e intensità del ciclone secondo la scala Saffir-Simpson

Nel corso del 22 aprile 1991, un'area di venti occidentali e di nuvolosità persistente nelle regioni equatoriali dell'Oceano Indiano settentrionale generò una grande turbolenza tropicale sul golfo del Bengala. Il sistema fu poi dichiarato depressione dall'India Meteorological Department (IMD) alle prime ore del 24 aprile, mentre la massa nuvolosa associata al sistema abbracciava gran parte del golfo.
La tempesta tropicale continuò lentamente verso nordovest, intensificando lentamente fino alla forza definibile "ciclone" il giorno 27. Il ciclone si muoveva tra un sistema di alta pressione al suo nordovest ed est, e quando i venti occidentali incontrarono la tempesta, il ciclone si mosse verso nordest. I venti occidentali aumentarono il passaggio al livello superiore, e in combinazione con le calde temperature dell'acqua il ciclone rinforzò decisamente fino a diventare un importante uragano il giorno 28.
I giorni 28 e 29, mentre il sistema aumentava la velocità a nord-nordest, il ciclone rinforzò rapidamente a Ciclone da oltre 250 km/h, corrispondente a uragano di Categoria 5. Alla fine del 29, il Ciclone 02B approdò poco a sud di Chittagong come Ciclone di Categoria 4, leggermente più debole (quasi 250 km/h). La tempesta perse intensità sulla terra in breve tempo, dissolvendosi il giorno 20 sul Sudest asiatico.

## Impatto

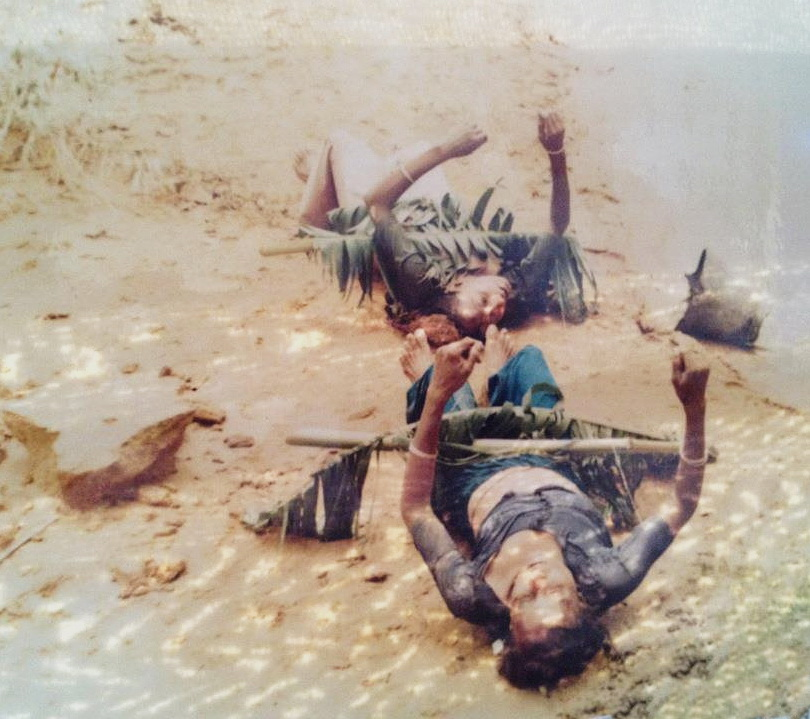
Corpi di annegati per causa del ciclone a Sandwip

### Vittime e crisi sanitaria

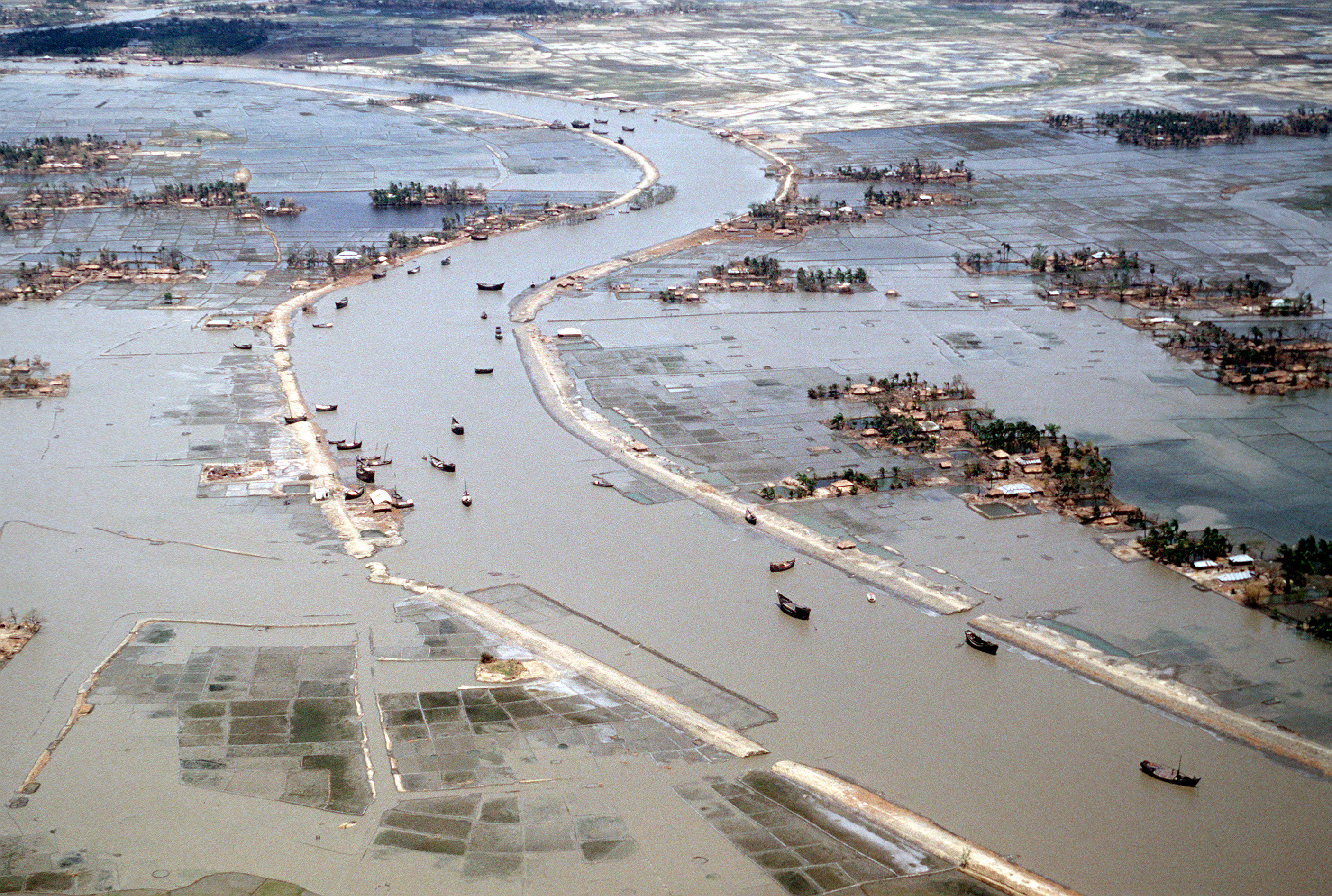
Allagamenti attorno al fiume Karnaphuli in Bangladesh

Almeno 138 000 persone furono uccise dal ciclone, di cui circa 25 000 a Chittagong, 40 000 a Banshkali e 8 000 a Kutubdia. La maggior parte dei decessi si è verificata per annegamento, con la massima mortalità tra bambini e anziani. Sebbene fossero stati costruiti dei rifugi dopo il ciclone Bhola del 1970, molte persone avevano avuto un preavviso di appena un'ora e non sapevano dove cercare il rifugio. Altri che erano informati della tempesta non vollero sfollare perché credevano che la tempesta sarebbe stata meno violenta del previsto. Anche così si calcola che più di 2 milioni di persone fuggirono effettivamente dalle aree più pericolose, verosimilmente mitigando in misura sostanziosa le proporzioni del disastro.
Gli abitanti dell'isola di Sonodia soffrirono a lungo di: diarrea perché costretti a bere acqua contaminata; infezioni respiratorie ed urinarie; scabbia e varie malattie, potendosi alimentare solo con il riso. Dei dieci pozzi presenti sull'isola, solo 5 erano utilizzabili, ma appena uno di essi forniva acqua pura, mentre quella degli altri era compromessa dal travaso di acque di mare.

### Danni alle proprietà

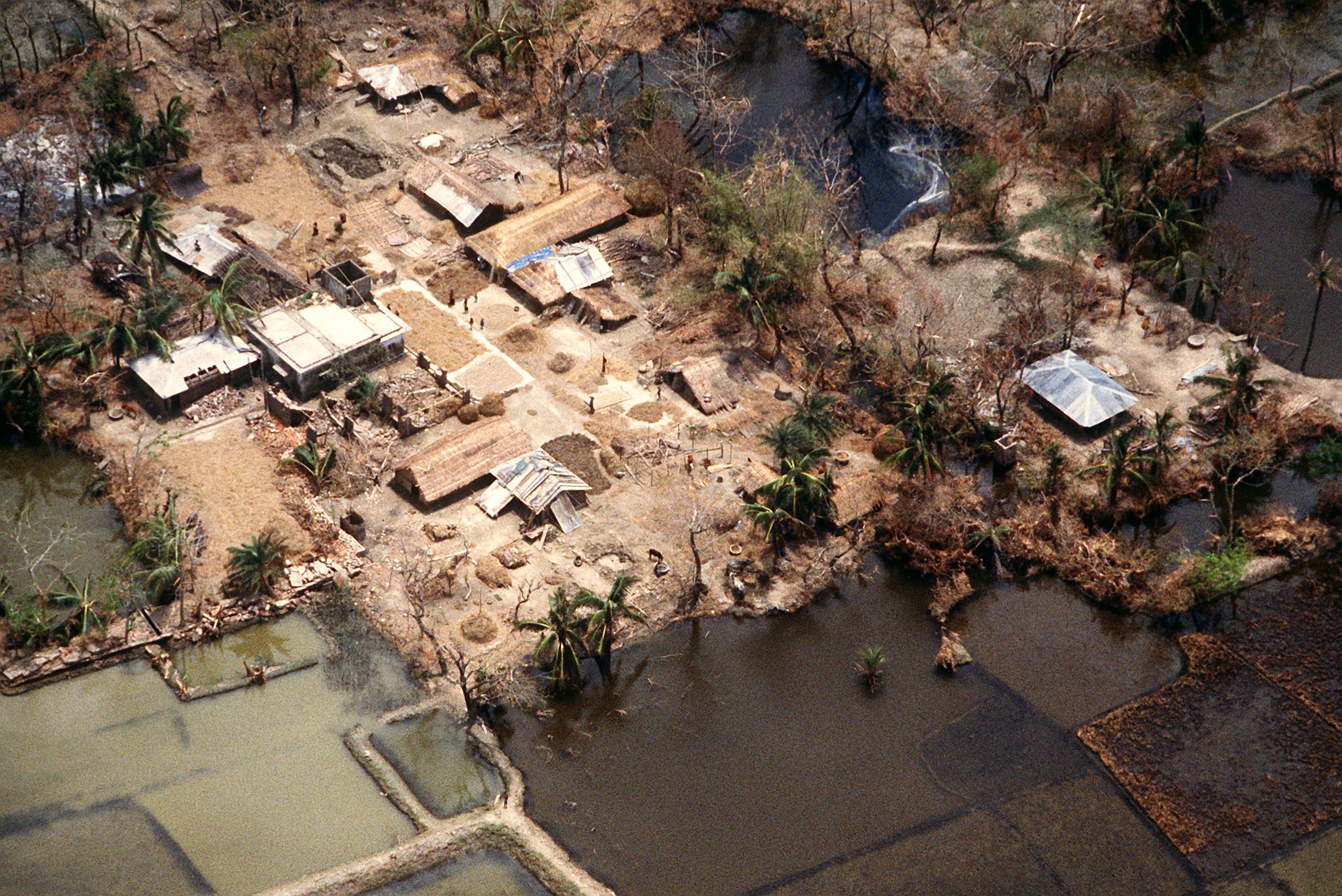
Un villaggio colpito in Bangladesh, circondato da campi allagati, tre settimane dopo il passaggio della tempesta

La tempesta causò danni materiali calcolati in un miliardo e mezzo di dollari (valore rapportato al 1991). Il vento ad alta velocità e l'ondata provocata dalla tempesta sconvolsero la costa. Il solido argine che si ergeva presso la foce del fiume Karnaphuli a Patenga fu spazzato via dall'ondata. Il ciclone sradicò una gru da 100 t dal porto di Chittagong, la scaraventò sul ponte del Karnaphuli, riuscendo a spezzarlo in due.

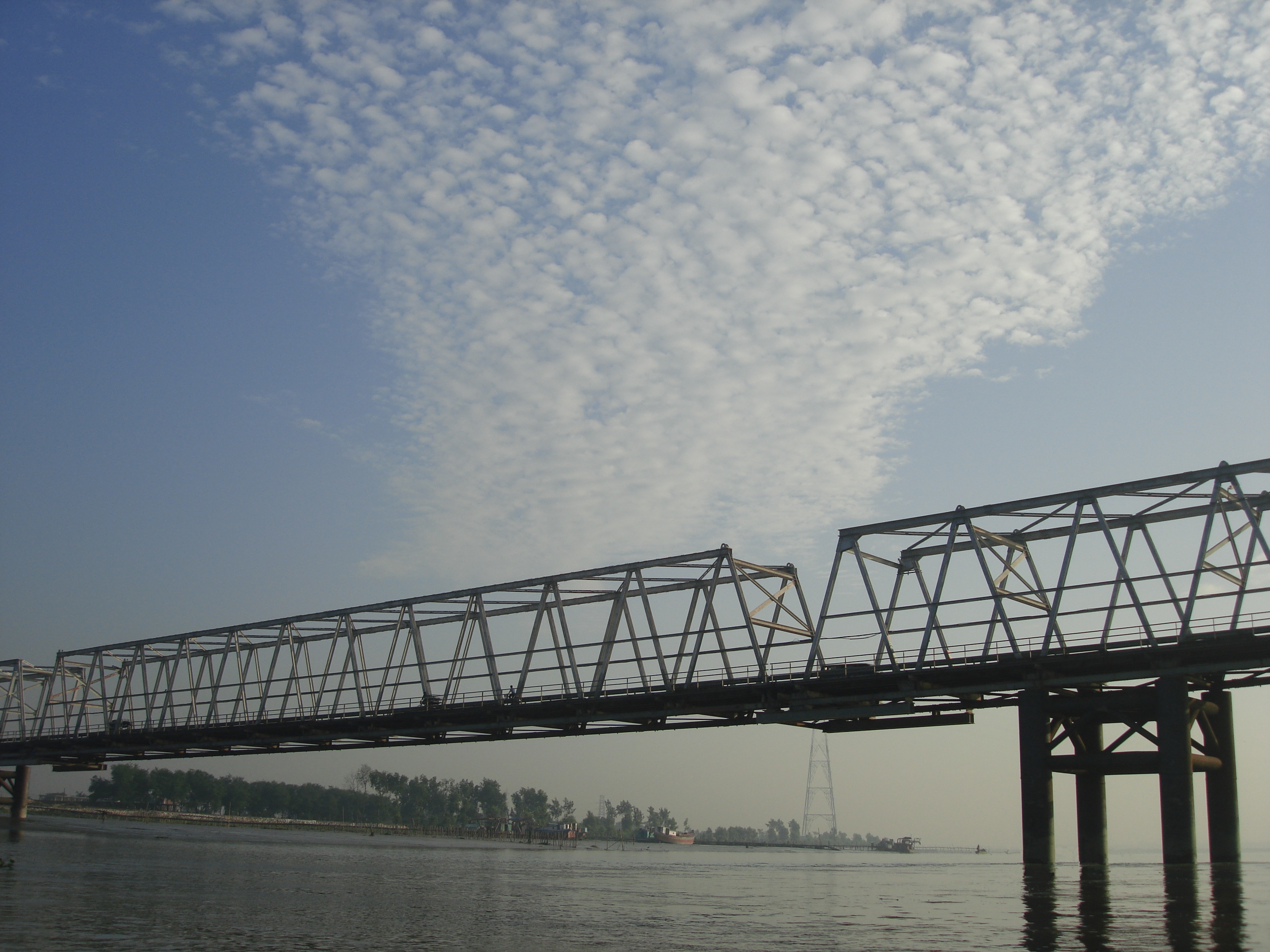
Il vecchio ponte sul Karnaphuli

Un gran numero di barche e naviglio minore si arenò. La marina militare del Bangladesh e la relativa aeronautica militare, entrambe dotate di basi a Chittagong, furono falcidiate. La base navale di Isha Khan in Patenga fu sommersa, e le sue navi furono ovviamente danneggiate in modo grave. La maggior parte dei caccia dell'aeronautica militare subì avarie. Circa un milione di case andarono distrutte, causando 10 milioni (una frazione rilevante della popolazione del Bangladesh) di senza tetto. Le diffuse devastazioni fecero impennare i prezzi dei materiali edili.

### Danni ambientali
L'ondata di tempesta successivamente spazzò via l'argine, assieme ad interi villaggi. Per altre tre o quattro settimane dopo che la tempesta si era diradata, la vasta erosione di suolo spogliò dei rispettivi appezzamenti un numero sempre crescente di agricoltori, facendo corrispettivamente aumentare la massa dei disoccupati. In alcune aree i raccolti andarono perduti fino al 90%. Gli allevamenti di gamberi e l'industria del sale rimasero prostrati.

## Eventi successivi
Operazione Sea Angel

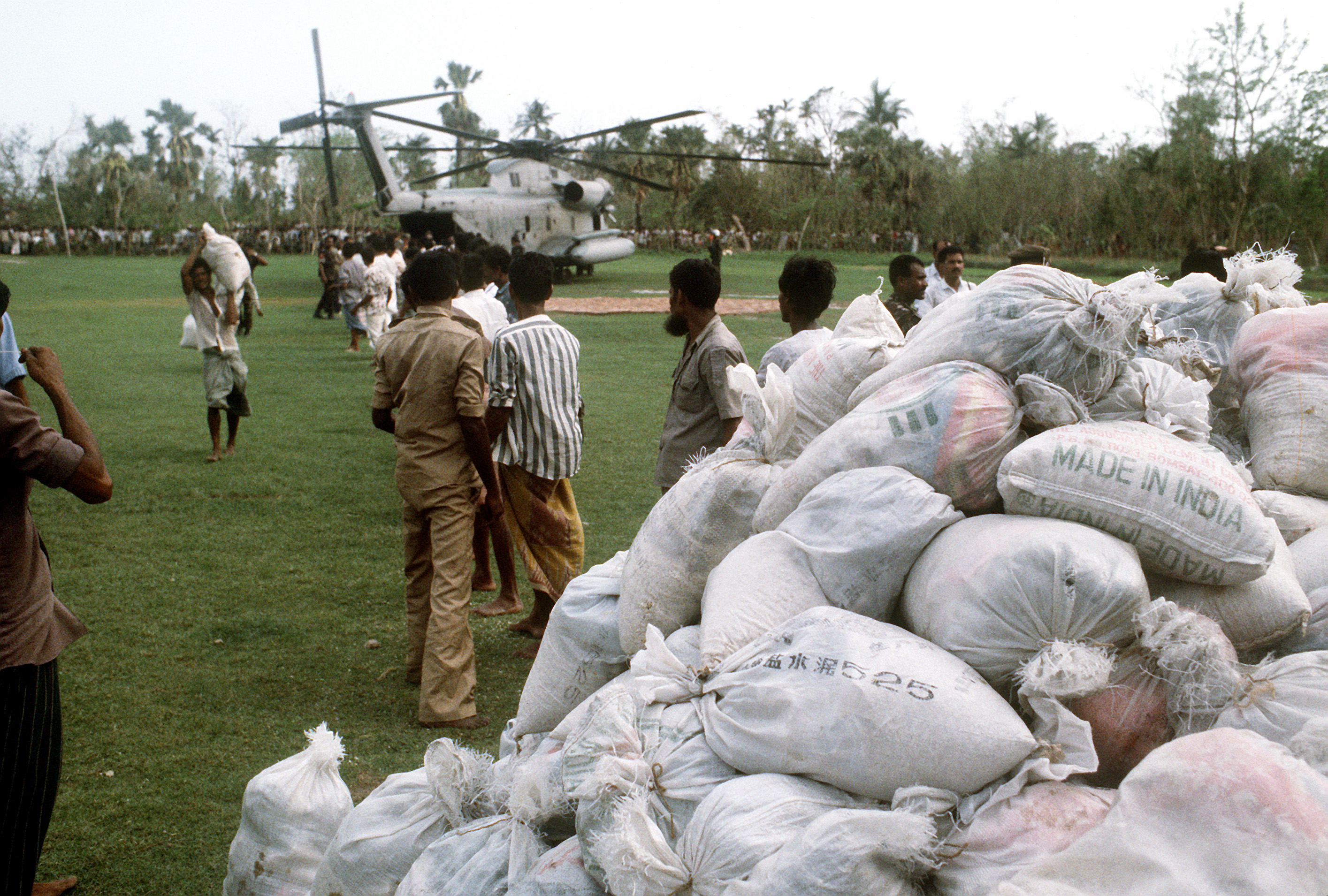
Bangladesi scaricano aiuti internazionali da un elicottero USA

La task force degli Stati Uniti d'America, forte di 15 navi e 2 500 uomini di ritorno in patria dopo la guerra del Golfo, fu dirottata verso il golfo del Bengala per soccorrere i sopravvissuti, che secondo le stime erano circa 1,7 milioni di persone.

Questa iniziativa faceva parte dell'operazione Sea Angel, una delle più grandi operazioni militari di soccorso umanitario mai realizzate, che vide peraltro il concorso anche di Regno Unito, Cina, India, Pakistan e Giappone.
L'operazione Sea Angel iniziò il 10 maggio 1991, quando il presidente George H. W. Bush ordinò alle sue forze armate di prestare assistenza umanitaria. Una Contingency Joint Task Force ("task force congiunta di emergenza") agli ordini del tenente generale Henry C. Stackpole, consistente di 400 marine e 3 000 marinai, fu successivamente inviata in Bangladesh per portare cibo, acqua e assistenza sanitaria a quasi due milioni di persone. All'opera delle truppe statunitensi, che tra l'altro consegnarono 3 300 tonnellate di provviste, è attribuito il merito di aver salvato circa 200 000 vite. I soccorsi furono recati alle aree costiere duramente colpite e alle basse isole del golfo di Bengala con elicotteri, barche e mezzi anfibi.
I soldati statunitensi misero anche a disposizione squadre di medici e di tecnici che collaborarono con i colleghi bangladesi e con l'organizzazione internazionale di soccorso per curare i sopravvissuti e circoscrivere un'epidemia di diarrea, cagionata dal consumo di acqua contaminata. Furono costruiti impianti di purificazione dell'acqua e la diffusione della diarrea nella popolazione scese a livelli inferiori a quelli che si registravano prima del ciclone. 

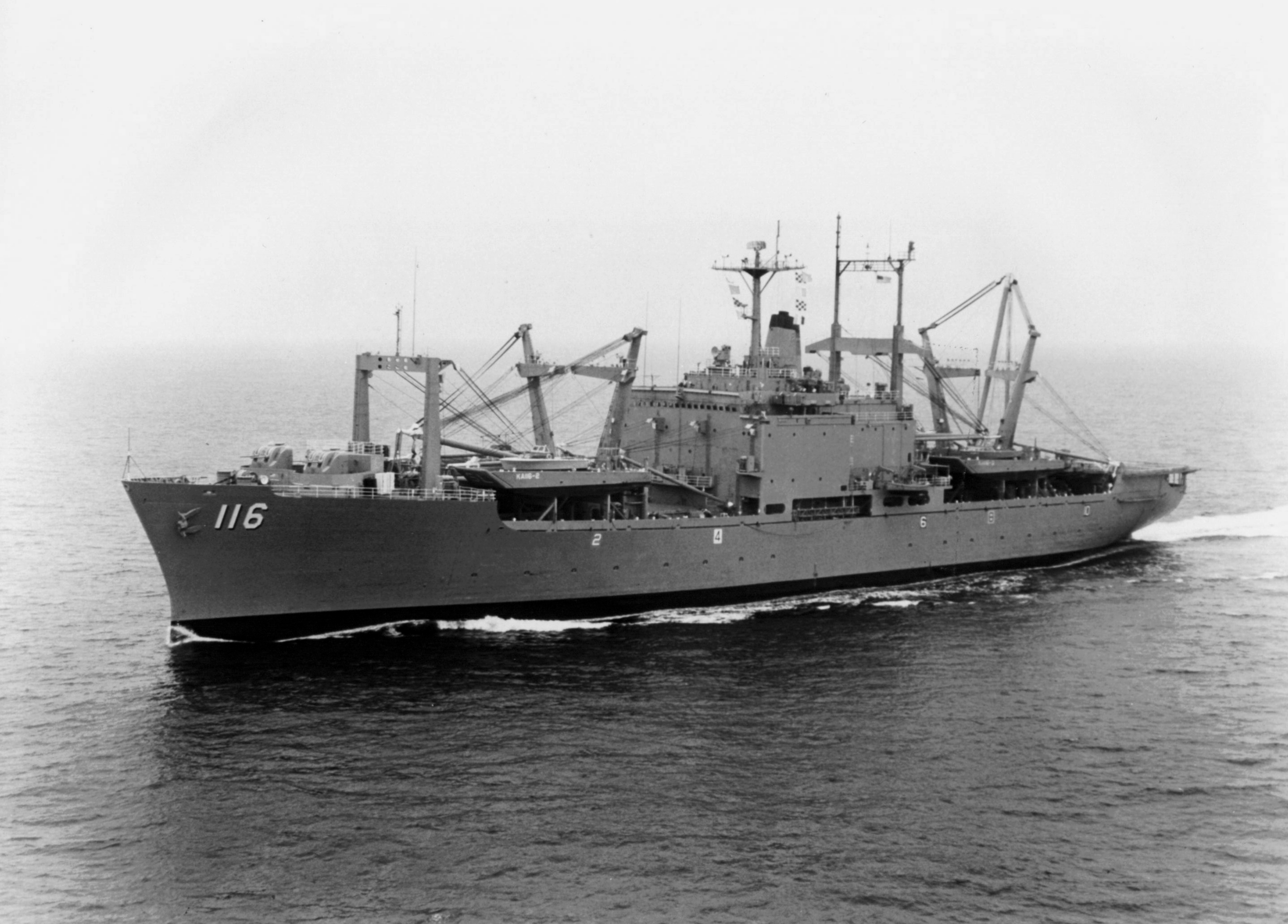
La USS St. Louis (LKA-116) in navigazione nel Pacifico, 1976

Dopo la partenza della task force, rimasero però 500 militari, due aerei da trasporto C-130, cinque elicotteri Black Hawk e quattro piccoli mezzi da sbarco, per concludere le operazioni di soccorso nei distretti esterni e ricostruire i magazzini. La nave cargo per operazioni anfibie USS St. Louis (AKA-116/LKA-116) trasportò dal Giappone grandi quantità di soluzione endovenosa per contribuire alle cure dei sopravvissuti al ciclone.